# The Case of the Stuttering Bishop
The Case of the Stuttering Bishop ist ein US-amerikanischer Kriminalfilm des Regisseurs William Clemens aus dem Jahr 1937 mit Donald Woods in der Hauptrolle. Der Film basiert auf dem 1936 erschienenen, im Original gleichnamigen Roman Der stotternde Bischof von Erle Stanley Gardner um den Strafverteidiger Perry Mason. Der Film ist der letzte von sechs Perry-Mason-Filmen von Warner Bros.

## Handlung
Mason wird von einem australischen Bischof gebeten, den Fall einer Frau zu übernehmen, die vor 22 Jahren fälschlicherweise des Totschlags beschuldigt wurde. Während seiner Ermittlungen wird Mason in einen weiteren Mord verwickelt, für den Ida, die Frau, die er befreien soll, verhaftet wird.

## Sonstiges
Im September 1937 produzierte Warner Bros. den Looney-Tunes-Cartoon The Case of the Stuttering Pig mit Schweinchen Dick. Obwohl ein Anwalt in der Geschichte vorkommt,:251 hat der Zeichentrickfilm keine Verbindung zu dem Perry-Mason-Film von Warner Bros., der ihn zu seinem intelligenten Titel inspiriert hat.:7203

## Veröffentlichung
The Case of the Stuttering Bishop wurde am 8. Juni 1937 in den US-amerikanischen Kinos uraufgeführt.